# Adda von Liliencron
Adda Valesca Caroline Emma Freifrau von Liliencron, geborene Freiin von Wrangel (* 28. Juli 1844 in Charlottenburg; † 23. Januar 1913 bei Bitterfeld), war eine deutsche Schriftstellerin.

## Leben
Adda war das einzige Kind des preußischen Generals der Infanterie Karl von Wrangel (1812–1899) und dessen Ehefrau Adelheid von Strantz (1813–1891). Sie schrieb seit ihrer Kindheit Kriegsgeschichten, zunächst zum Missfallen ihrer Eltern, die ihr jedoch mit 13 Jahren das Schreiben an ihren Abenteuern samstags für eine Stunde erlaubten. Am 29. Juli 1864 heiratete sie den Kavallerieoffizier Karl Freiherr von Liliencron (1840–1901) und lebte mit ihm in den Garnisonen Potsdam und Nauen. Im Deutsch-Französischen Krieg 1870/71 arbeitete sie zunächst als Freiwillige in einem Lazarett in Potsdam und reiste dann nach Frankreich an den Kriegsschauplatz, um ihren an Fleckfieber erkrankten Mann zu pflegen. Als der Ehemann aus gesundheitlichen Gründen als Rittmeister seinen Abschied nahm und zum königlich preußischen Kammerherrn ernannt wurde, kaufte das Paar 1874 ein Gut in Sproitz in der Oberlausitz. Ihre Tochter Adda (1865–1951) heiratete 1883 den preußischen Offizier Günther von Kirchbach, der später Präsident des Reichsmilitärgerichts wurde. Nach dem Tod ihres Ehemannes verkaufte Adda von Liliencron das Rittergut und lebte bei ihrer Tochter in Danzig und ab 1903 in Schwerin, wo sie sich literarischen und sozialen Projekten widmete. Bedingt durch von Kirchbachs Versetzungen zog sie 1907 mit ihrer Tochter nach Posen und kam 1911 zurück nach Berlin.
Seit ihrer Übersiedlung nach Sproitz schrieb und veröffentlichte sie geschichtliche Romane und andere literarische Texte. Ihre Jubiläumsgabe zum 100. Geburtstag von Kaiser Wilhelm I. erreichte 1897 binnen weniger Wochen eine Auflage von mehr als 500.000 Stück. Durch den Hererokrieg und die Bekanntschaft mit Schutztruppensoldaten aufmerksam geworden, interessierte sie sich ab 1904 stark für die deutschen Kolonien in Afrika und schrieb Dutzende von Darstellungen, Dramen, Gedichten und Erzählungen über das Deutschtum und den Krieg in Deutsch-Südwestafrika. Zu Veranstaltungen für Kolonialkriegsinteressierte lud sie unter anderem Berthold von Deimling ein, sammelte Sachspenden für die deutschen Kolonialtruppen und organisierte deren Versand an mecklenburgische Soldaten in Afrika. 1907 wurde sie die Gründungsvorsitzende des Deutschkolonialen Frauenbundes, der im Folgejahr als Frauenbund der Deutschen Kolonialgesellschaft angeschlossen wurde. Sie setzte sich für die Unterstützung der deutschen Siedler und Soldaten und die Auswanderung von Frauen nach Deutsch-Südwestafrika ein, um Verbindungen zwischen dort lebenden deutschen Männern und einheimischen afrikanischen Frauen zu verhüten. Dabei sollte das auswandernde „Frauenmaterial“ nach strengen eugenischen Gütekriterien ausgewählt werden, um eine geeignete Basis für die Entstehung einer Bevölkerung „deutscher Südwestafrikaner“ zu schaffen.
Anders als ihre Dramen waren ihr Soldatenliederbuch (1906) und ihre Trilogie aus den inhaltlich zusammenhängenden Kriegserzählungen Nach Südwestafrika (1906), Der Entscheidungskampf am Waterberg (1907) und Bis in das Sandfeld hinein (1908), die ein an Abenteuerliteratur interessiertes Publikum ansprach, erfolgreich. Von ihren Anhängern und Lesern aus der Kolonialbewegung wurde sie die „Freifrau von Afrika“ genannt und sehr geschätzt. Ein vom Frauenbund der Kolonialgesellschaft in Lüderitzbucht errichtetes Jugendheim wurde „Adda von Liliencron Stiftung“ genannt, und 1914 wurde ihr ebenfalls in Lüderitzbucht ein Gedenkstein gesetzt. Sie selbst war nie in Südwestafrika, betrachtete sich aber gleichwohl als intime Landeskennerin.

## Schriften (Auswahl)

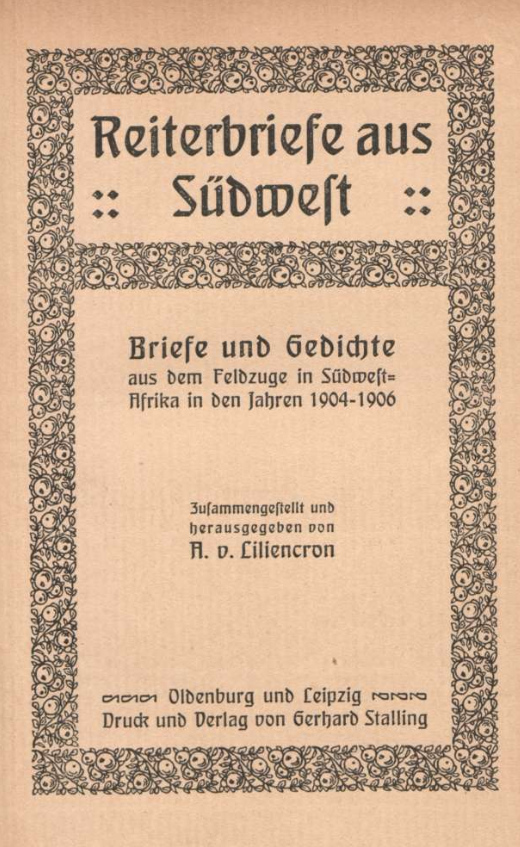
Reiterbriefe (1907)

- Giovanna. Historischer Roman. Verlag Gadow & Sohn, Hildburghausen 1881
- Zu spät. Roman. A. Deichert Nachf. (G. Böhme), Leipzig 1890
- Bis an die Grenze. Erinnerungen aus dem Leben Kaiser Maximilians von Mexiko. Costenoble, Jena 1896
- Wera Paulowna oder Die Entscheidung im Schipka-Pass. Berlin 1896
- Kaiser Wilhelm der Große. Eine Jubiläumsgabe zur Feier des hundertjährigen Geburtstages des unvergeßlichen Kaisers. Schriftenvertriebsanstalt, Berlin 1897
- Zu Tode gehetzt. Roman (unveröffentlicht, 1899)[2]
- Durchgerungen. Erzählung. H. Klein (Jul. Pertz), Barmen 1900
- General der Infanterie Freiherr Karl von Wrangel. Ein Lebensbild nach seinen eigenen Aufzeichnungen. Gotha 1903
- Gottfried Thomas. Preisgekrönte Erzählung aus Preußens schweren Tagen. Westdeutscher Jünglingsbund, Elberfeld 1904
- Kriegsklänge der Kaiserlichen Schutztruppe in Deutsch-Süd-West-Afrika. Verlag Franz Spenker, Hamburg 1906 (Liederbuch für Schutztruppensoldaten)
- Nach Südwestafrika. Erlebnisse aus dem Hererokrieg nach Briefen von Mitkämpfern (= Deutsche Jugend- und Volksbibliothek, Band 208). Verlag von J. F. Steinkopf, Stuttgart 1906
- (Hrsg.): Reiterbriefe aus Südwest. Briefe und Gedichte aus dem Feldzuge in Südwest-Afrika in den Jahren 1904–1906. Leipzig 1907
- Ein verhängnisvolles Blatt. Schriftenvertriebsanstalt, Berlin [1907]
- Der Entscheidungskampf am Waterberg. Nach Briefen von Mitkämpfern und mit Benützung der Veröffentlichungen des Generalstabs (= Deutsche Jugend- und Volksbibliothek, Band 211). Steinkopf, Stuttgart 1907
- Bis in das Sandfeld hinein. Afrikanisches Zeitbild bis zum Schluß des Jahres 1904 nach Briefen von Mitkämpfern und mit Benützung der Veröffentlichungen des Generalstabs (= Deutsche Jugend- und Volksbibliothek, Band 218). Steinkopf, Stuttgart, 1908 (2. Aufl. 1914; Nachdruck bei Fines Mundi – Rolf Kittler, Saarbrücken 2009)
- Wir waren unser vier. Erzählung. Schriftenvertriebsanstalt, Berlin [1909]
- Ein junger Held aus dem Befreiungskriege. Buchhandlung des Nassauischen Colportagevereins, Herborn 1910
- Inkas. Auf Märchenfahrt nach dem sonnendurchglühten Afrika. Mit Bildern von Anna Noel geb. Pogge. Schriftenvertriebsanstalt, Berlin 1910
- Krieg und Frieden. Erinnerungen aus dem Leben einer Offiziersfrau. R. Eisenschmidt, Berlin 1912. Neuausgabe von Michael Holzinger (Hrsg. u. Bearb.), Holzinger, Berlin 2014, ISBN 978-1483960432 (Digitalisat)